# Iota Virginis
Iota Virginis (ι Virginis/ι Vir, 99 Virginis), nota anche come Syrma, è una stella subgigante bianco-gialla situata nella costellazione della Vergine e distante circa 70 anni luce dalla Terra.

## Osservazione
Si tratta di una stella situata nell'emisfero celeste australe, ma molto in prossimità dell'equatore celeste; ciò comporta che possa essere osservata da tutte le regioni abitate della Terra senza alcuna difficoltà. Essendo di magnitudine +4,10, la si può osservare anche dai piccoli centri urbani senza difficoltà, sebbene un cielo non eccessivamente inquinato sia maggiormente indicato per la sua individuazione.
Il periodo migliore per la sua osservazione nel cielo serale ricade nei mesi compresi fra fine marzo e agosto; da entrambi gli emisferi il periodo di visibilità rimane indicativamente lo stesso, grazie alla posizione della stella non lontana dall'equatore celeste.

## Caratteristiche fisiche
Syrma è una stella di classe spettrale F7IV che possiede una temperatura effettiva di 6115 gradi K: con una luminosità 9 volte quella solare e un diametro 3,4 volte superiore (misurato grazie al suo diametro angolare, di -1,13 milliarcosecondi), si tratta di una stella subgigante. Ruota su se stessa alla velocità di 14,8 km/s, completando il suo periodo di rotazione in 7,71 giorni.
È presente un'attività magnetica e una caldissima corona di plasma, non dissimile da quella del Sole, la cui temperatura è stimata essere tra i 2 e gli 8 milioni di K. Iota Virginis ha una metallicità inferiore a quella del Sole (circa il 78%), possiede una massa 1,5 volte superiore a quella solare  e un'età stimata in circa 2,5 miliardi di anni. È anche una sospetta variabile Gamma Doradus con una variazione di luminosità di 0,05 magnitudini in un periodo non ben definito.

## Etimologia
Il nome Syrma deriva dal greco σύρμα ('syrma), "veste a strascico": questo termine venne utilizzato per la prima volta da Claudio Tolomeo, e indica la parte finale del manto che la Vergine indossa. Insieme a Kappa Virginis e Phi Virginis, Syrma è menzionata nella prima traduzione araba del Syntaxis con il nome h-Imar, "gonna".